# 高槻城公園芸術文化劇場
高槻城公園芸術文化劇場（たかつきじょうこうえんげいじゅつぶんかげきじょう）は、大阪府高槻市にある芸術施設の総称。運営は公益財団法人高槻市文化スポーツ振興事業団。2023年3月18日に高槻現代劇場から改称された。

## 概要
前身である高槻現代劇場は、1964年（昭和39年）開館の高槻市民会館に加えて、隣接地に1992年（平成4年）に高槻市文化ホールを開館し、それら2館を併せた施設として誕生した（2館総称の愛称であり、正式名称は「高槻市立文化会館」）。市民の文化・芸術活動の振興を図り、更に充実した地域文化が育まれるように建設された。
市民会館が、開館から約60年が経過し老朽化が進んでいることから、2022年（令和4年）7月末を以て閉館。替わりの施設である南館が2023年3月18日に開業し、北館（旧：文化ホール）と併せて、高槻城公園芸術文化劇場へと改称された。こけら落としイベントとして第81期名人戦七番勝負第3局（渡辺明名人vs藤井聡太竜王）が当地で開催された。

## 施設概要
- 開館時間：9時 - 22時

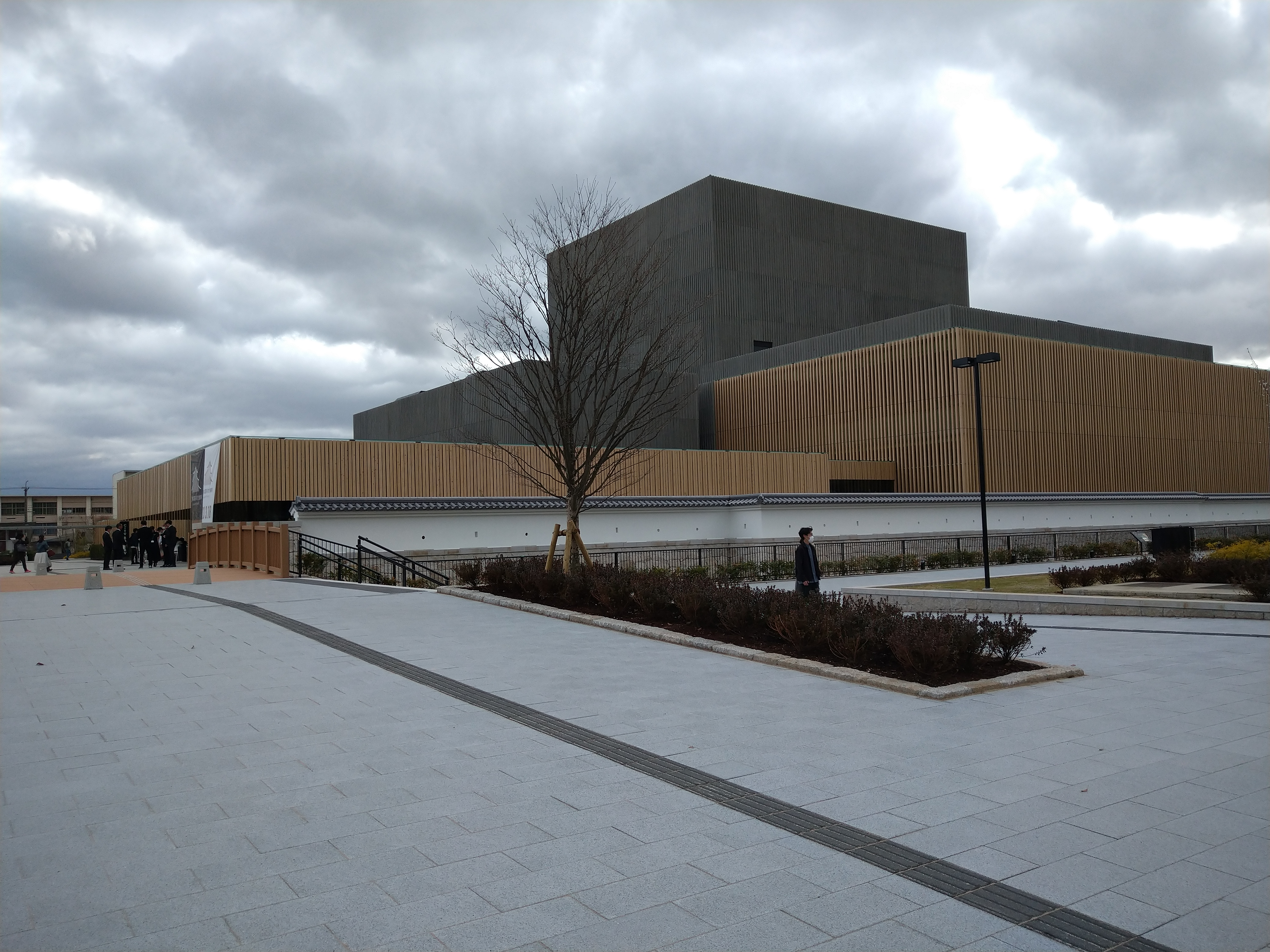
高槻城公園芸術文化劇場南館

- 休館日：月曜日（祝日の場合は翌日）、年末年始（12月29日 - 1月3日）

南館
- トリシマホール（大ホール：1505席）
- 太陽ファルマテックホール（小ホール：205席）
- サンユレックホール（大スタジオ：168席）
- スタジオ（1階4室・地下1階6室）
- カフェ（1階）
- チケット売場（1階）
- 事務室（地下1階）
- 楽屋（地下1階：出演者休憩所・シャワー室付属）
- 屋内駐輪場（地下1階）
- 駐車場（地下2階）

北館
- 中ホール（地下2階602席（車いす席4席を含む））
- リハーサル室（地階3室）
- 展示室（2階2室）
- 和室（3階2室）
- 会議室（レセプションルーム）（3階1室）
- 応接室（3階1室）

## 受賞歴
2024年
- 日本建築大賞 JIA優秀建築賞[4]
- 第65回BCS賞[4][5]
- 第4回日本建築士会連合会 建築作品賞 大賞[4]

2025年
- 第43回大阪都市景観建築賞 奨励賞[4]
- 日本建築学会賞（作品）[4][6]

## 交通アクセス
鉄道
- 阪急京都線高槻市駅から徒歩5分
- JR京都線高槻駅から徒歩12分

バス
- 高槻市営バス阪急高槻駅から徒歩5分

自動車
- 新名神高速道路・高槻ICから約15分
- 名神高速道路・茨木ICから国道171号線を経て約20分
- 名神高速道路（京滋バイパス・京都縦貫道）・大山崎ICから国道171号線を経て約20分

## 周辺
- カトリック高槻教会（隣接）
- 日本クラレチアン会本部修道院
- マリア・インマクラダ幼稚園
- 野見神社（隣接）
- 高槻市立しろあと歴史館
- 高槻城跡、高槻城公園、高槻市立歴史民俗資料館